# Амрицар
Амрицар (пунџ. ਅੰਮ੍ਰਿਤਸਰ امرتسر) је град у северозападној Индији у савезној држави Пенџаб. Налази се близу границе са Пакистаном, свега 32 km од града Лахор. Индијски попис становништва из 2001. утврдио је да у Амрицару живи преко 1.500.000 становника, док у целој области града живи 3.695.077 људи. 
У Амрицару се налази Златни храм, духовни и културни центар сикизма. Овај храм привлачи велики број посетилаца, нарочито Индуса који живе ван Индије. Ту је и Храм Баба Џиван Синг, посвећен храбром сику. 
Главне привредне гране у Амрицару су туризам, производња тепиха и тканина, занатство и производња хране. 

## Становништво
Према незваничним резултатима пописа, у граду је 2011. живело 1.132.761 становника.
| 1991.   | 2001.   | 2011.     |
| ------- | ------- | --------- |
| 708.835 | 966.862 | 1.132.761 |